# Euphyia obtusaria
Euphyia obtusaria är en fjärilsart som beskrevs av W. Warren 1907. Euphyia obtusaria ingår i släktet Euphyia och familjen mätare. Inga underarter finns listade i Catalogue of Life.